# Christoph Froschauer

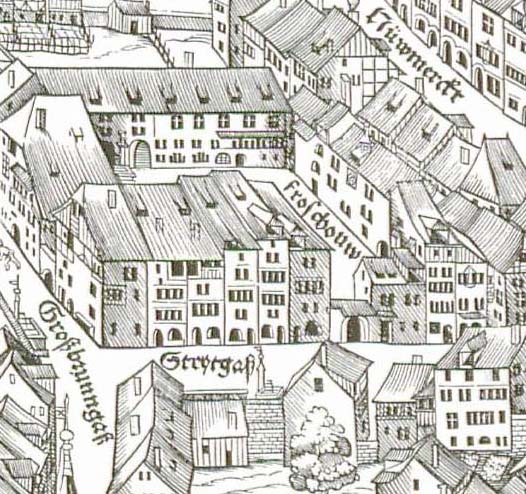
Le Froschau trimestre à Zurich, comme indiqué sur la 1576 Murerplan, imprimé par Christoph Froschauer les plus Jeunes.

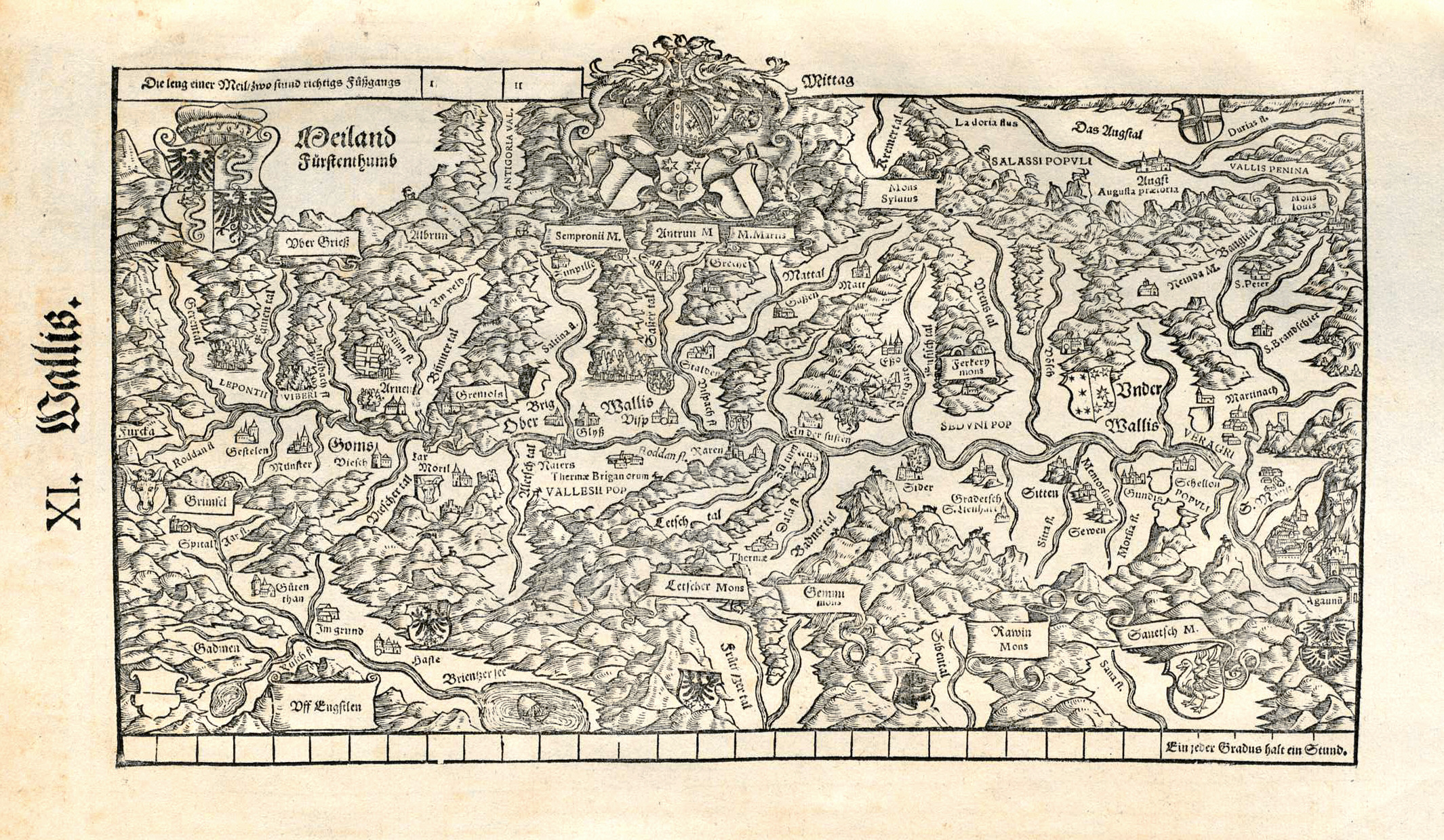
Carte du Valais, dans le Landtaflen par Johannes Stuf et Christoph Froschauer, Zürich 1556

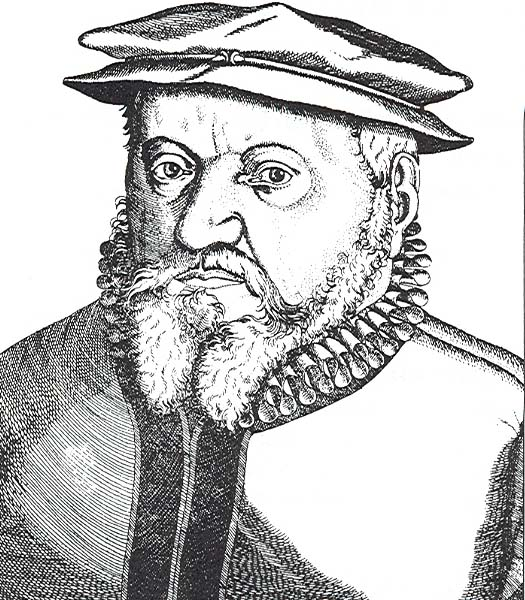
Christoph Froschauer Le Jeune

Christoph Froschauer (ca. 1490 – 1er avril 1564) est le premier imprimeur à Zurich, connu notamment pour l'impression de la Bible de Zurich, la traduction de la Bible par Ulrich Zwingli. Son atelier est le noyau de la maison d'édition Orell Füssli.

## Biographie
Il apprend le métier d'imprimeur avec son oncle Hans Froschauer à Augsbourg et s'installe à Zurich en 1515. En travaillant pour un dénommé Hans Rüegger, il construit une presse d'imprimerie. À la mort de Rüegger en 1517, Froschauer épouse sa veuve et prend la suite de la gestion de la presse. Il obtient la citoyenneté en 1519. L'affaire des saucisses mangées pendant le carême de 1522 dans la maison de Froschauer, un acte considéré comme une provocation par le clergé catholique provoque des conflits ouverts entre Zwingli et le clergé, et débute le début de la Réforme à Zurich.
À la mort de sa femme en 1550, il épouse Dorothea Locher.
Il imprime les œuvres d'Érasme, Luther et Zwingli. Entre 1520 et 1564, environ 700 titres sortent des quatre presse de Froschauer. Le papier utilisé est produit dans la papeterie de la cité sur la Limmat, entreprise également administrée par Froschauer. Il meurt de la peste en 1564. Son neveu Froschauer le Jeune (1532–1585) reprend le commerce.

## Postérité
Le quartier Froschau à Zurich, juste à côté de la Froschaugasse (47° 22′ 24″ N, 8° 32′ 43″ E), est nommé d'après son nom. Son atelier, un lieu historique, se situe aux frontières nord du quartier, sur la  Brunngass 18, en face de la Zähringerplatz.